# Križ s križi
Križ s križi (1980) Valentina Polanška govori o odraščanju koroškega najstnika med 2. svetovno vojno.

## Vsebina
Zdravko s Sosednjega na Koroškem živi z materjo, babico in dedkom. Je zelo  bistre pameti, njegova največja želja je postati učitelj. V šoli, ki je bila pod nemško oblastjo, nikoli ni bil priljubljen učenec. Sošolci so ga zbadali in se norčevali iz njega, ker ni znal tekoče nemško. Svoje muke je lajšal z nenehnim prebiranjem knjig in učenjem. Po osnovni šoli je bil izbran za šolanje v učiteljišču v Krainburgu (danes Kranj). Tam je spoznal nekaj pravih prijateljev. Rad je igral klavir, ki ga je zahajal igrat k starejšemu gospodu na dom. Tam je spoznal Charlotto, s katero sta se zaljubila. Ko je morala oditi v Salzburg sta ljubezen ohranjala živo preko pisem. V učiteljišču se je izoblikovala njegova osebnost, saj ni bil več tako sramežljiv, ampak je postal bolj samostojen in uporniški.
Vojna je Zdravku vzela veliko. Očeta, polbrata in polsestro so Nemci odpeljali v zapor, pradedka, strica in teto pa so ubili. Tudi starca, h katerem je zahajal igrat klavir, so zaprli. 

## Kritike
»Pretresljiva dokumentacija najgroznejše dobe naše zgodovine, ki s svojo nečloveško podivjanostjo nacizma prekaša vse šibe, ki so kdajkoli mučile naše kraje in ljudi. Kar
Polanšek v njej pripoveduje, ni izrodek pisateljske fantazije, temveč dejansko doživeta in prav zato tem pretresljivejša resničnost.« (Anon. 1980: 6)
»Poleg pretresljivega opisovanja trpljenja Slovencev na Koroškem med drugo svetovno vojno, se spušča tudi v razmišljanja ideoloških vprašanj, ki so tiste dni pretresala Slovence, zlasti one na ozemlju bivše Jugoslavije.«  (Nedijak 1982: 3)
»Beremo tudi – kar smo že v začetku omenili – da samo OF "gre (!) pot do svobode našega naroda in vseh Jugoslovanov", a bi bil Polanšek moral namesto OF zapisati KPS, ker je OF tedaj bila, kot rečeno, že več kot eno leto izključno orodje Komunistične partije.« (Mauser, Kvas in Preželj 1983: 152) 
»Pri branju romana Križ s križi smo dobivali vtis, da je celovška Mohorjeva pozabila, da se je v bližnjem Vetrinju začela tragedija 11.000 slovenskih domobrancev, pobitih  že po končani vojski brez vsakega sodnega procesa.« (Mauser, Kvas in Preželj 1983: 154) 
»Kolikor mi poznamo koroške razmere, koroški partizani niso začeli gverile proti nacistom s pobijanjem idejnih nasprotnikov, kot je to bilo v Ljubljanski pokrajini, pa tudi na Gorenjskem in Primorskem. Niso torej z nasiljem razdelili koroških Slovencev v dva tabora.« (Mauser, Kvas in Preželj 1983: 154) 
»Šlo nam je pri tej knjigi za prikaz notranje preobrazbe koroškega slovenskega fanta, ki v nacistični ponemčevalnici proti njenim vzgojnim namenom dozoreva v zavednega Slovenca ob srečavanju z bojem malega teptanega naroda za življenje v svobodi na domači zemlji.« (Kaselj 1983: 155)
»Življenje često piše čudne romane, tudi ta roman je pisalo življenje.« (Kaselj 1983: 155)
»V tej knjigi je Polanšek napisal, da so po vkorakanju Nemcev in Italijanov Jugoslavijo rodoljubi in razgledani politiki ustanovili Osvobodilno fronto slovenskega naroda in da so se združili iz ljubezni do naroda in se uprli okupatorjema iz prepričanja, da edino upor reši mali slovenski narod pred smrtjo.« (Mevlja 1984: 8)
»V rubriki Odmevi je natisnjen članek "Odpor proti okupatorju - partijski monopol" kot odmev na knjigo /.../ Podpisniki članka: Otmar Mauser, Tone Oblak in Lojze Bajc, odborniki Zveze slovenskih protikomunističnih društev se s Polanškom ne strinjajo. Ugotovili so, da pri slovenskih vodilnih komunistih nista bili gonilna sila za njihovo politično in vojaško aktivnost rodoljubje in zvestoba, da so začeli osvobodilni boj na zahtevo Kominterne in da je bil tako rekoč partijska dolžnost. Očitajo slovenskim komunistom, da so se borili predvsem za oblast.« (Mevlja 1984: 8)
»Ker zgodbena motivacija križa zaradi spleta pomenov prekrije nasilje z žrtvovanjem, ki vodi k zveličanju, tudi poteka zgodbe in junakove življenjske poti, ki se vzporejata križevemu potu, ne more mehanično deliti na 14 postaj zgolj samo golo znamenje križa, temveč odsev njegovega prenovljenega pomena: "senca kljukastega križa", ki se kot anafora neodvisno od členjenja na poglavja v romanu ponovi štirinajstkrat ...« (Pretnar 1991: 172)
»V predstavljenem prepletanju obeh členjen romanskega besedila lahko upovedovalec skozi usta pripovedovalca ali junaka ravno z izbranim simbolom reflektira stanje predstavljenega sveta in akcijo v njem.« (Pretnar 1991: 176)
»Po vsem povedanem bi se dalo skleniti, da je diskretno zaslanjanje obrednega členjena z zgodbenim lastnost Polanškovega romana, ki ne le razgibava pripoved, temveč pretanjeno določa lego upovedovalca in junaka v sovražnem svetu.« (Pretnar 1991: 177)
»Za celotno zgradbo romana je značilno, da se pripoved od širokega epskega opisovanja v večjem delu besedila postopno spremeni v gostejšo in še bolj z dokumentarnimi dejstvi napolnjeno zgodbo, ki v sklepu preide v skop, naštevalen dnevniški zapis dogodkov ob koncu vojne.« (Glušič 2005: 44)